# Lloyd Kaufman
(Lloyd Kaufman)
Lloyd Kaufman, all'anagrafe Stanley Lloyd Kaufman Jr. (New York, 30 dicembre 1945), è un regista, attore, sceneggiatore e produttore cinematografico, nonché montatore, direttore della fotografia, compositore e scrittore statunitense.
È il fondatore, insieme all'amico Michael Herz, e l'attuale presidente della Troma, la più famosa casa di produzione indipendente statunitense. Per la Troma ha diretto, insieme a Herz ma anche da solo, molti film divenuti cult, come The Toxic Avenger, Tromeo and Juliet e Terror Firmer. Il regista, i cui film hanno influenzato registi quali Quentin Tarantino, Eli Roth, Robert Rodriguez, Bobby e Peter Farrelly,Edgar Wright e James Gunn, nel 2007 ha ricevuto un premio alla carriera dal Drake International Film Festival.
Nella sua carriera ha girato più di 30 film e conta più di 300 apparizioni tra film, serie televisive e cortometraggi, ricoprendo molto spesso personaggi in ruoli minori o prestandosi in qualche cameo. 
Kaufman ha fondato il Tromadance Festival, che si tiene ogni anno a Park City e promuove film indipendenti provenienti da tutto il mondo. Ha inoltre scritto tre libri: All I Needed to Know About Filmmaking I Learned from the Toxic Avenger, la sua autobiografia, Make Your Own Damn Movie! Secrets of a Renegade Director, sorta di manuale per creare un film indipendente, e The Toxic Avenger: The Novel, trasposizione in forma di romanzo de Il vendicatore tossico.

## Biografia
È il figlio di Ruth Fried e dell'avvocato Stanley Lloyd Kaufman Sr. Amico d'infanzia di Oliver Stone, i due sono cresciuti nello stesso quartiere e le due coppie di genitori erano amici di famiglia.

### Gli inizi
Dopo il college, Kaufman si iscrisse alla Yale University. Il suo sogno era diventare un assistente sociale. L'incontro con il cinema avvenne fortuitamente durante il primo anno di università. Kaufman vide infatti per la prima volta i film di registi quali Douglas Sirk, Andy Warhol, Orson Welles e Howard Hawks e ne rimase folgorato.
Kaufman acquistò quindi una macchina da presa in 16 mm e si recò in Ciad, dove trascorse un anno nei servizi umanitari dei corpi della pace e realizzò un cortometraggio riguardante la macellazione di un maiale. Tornato all'università, Kaufman produsse un cortometraggio intitolato Rappaccini, diretto da un suo amico. Il corto risultò però molto differente da come Kaufman l'aveva concepito.

### I primi film
Nel 1967 Kaufman diresse il suo primo lungometraggio, la commedia fantascientifica The Girl Who Returned. Il film fu girato in bianco e nero, in 16 mm, fu interpretato da giovani studenti e uscì nel 1969. Dopo la laurea, Kaufman iniziò a lavorare come fattorino per la Cannon Film e lì incontrò il regista John G. Avildsen, futuro regista di Rocky. Kaufman diventò assistente produttore di Avildsen per La guerra del cittadino Joe (1970) e per Il PornOcchio. Nel 1976 Avildsen lo volle sul set di Rocky, in veste di consulente e di attore (nel ruolo di un ubriaco, poi ripreso anche in Rocky V).
Nel 1971 Kaufman diresse il suo secondo film, la commedia The Battle of Love's Return, al quale partecipò anche l'amico Oliver Stone in veste di attore. Il film fu paragonato alle opere di Woody Allen e Mel Brooks. Nello stesso anno fondò la sua prima casa di produzione, la Armor Film, che produsse solo due film, e stabilì una duratura amicizia con Michael Herz, futuro cofondatore della Troma, già incontrato ai tempi dell'università.
Tra i lavori effettuati per la Cannon, Kaufman girò delle scene di raccordo per rendere più espliciti alcuni B-movie acquistati dalla casa di produzione. Alcune fonti accreditano Kaufman come regista di tre film pornografici, ma lui non ha mai confermato queste fonti. I film sono The Newcomers, Divine Obsession e My Sex-Rated Wife.

### La nascita della Troma
Nel 1974 Kaufman e Herz fondarono ufficialmente la Troma, producendo tra il 1979 e il 1981 quattro commedie sexy adolescenziali, tutte co-dirette da loro: Squeeze Play!, Waitress!, Stuck on You! e The First Turn-On!.

### Il grande successo
Il primo grande successo della Troma fu l'horror-splatter Il vendicatore tossico, co-diretto da Kaufman e Herz nel 1984. Costato 500.000 dollari il film riscosse un ottimo successo ed ebbe tre sequel: The Toxic Avenger Part II, The Toxic Avenger Part III e Citizen Toxie: The Toxic Avenger IV, sempre co-diretti dalla coppia Kaufman-Herz, e una serie animata, Toxic Crusaders, creata da Kaufman.
Successivamente Kaufman diresse tutti i titoli di punta della Troma, come Class of Nuke 'Em High, che ebbe due sequel, Troma's War, considerato dallo stesso regista la risposta della Troma a Ronald Reagan e a Rambo, Sgt. Kabukiman N.Y.P.D., altro personaggio divenuto uno dei simboli della Troma, Tromeo and Juliet, versione splatter ed erotica di Romeo e Giulietta, e soprattutto Terror Firmer, un misto di commedia demenziale, splatter e horror ritenuto il suo miglior film.

### Poultrygeist: Night of the Chicken Dead
Nel 2006 Kaufman diresse Poultrygeist: Night of the Chicken Dead (2006), una commedia-horror demenziale che racconta di un gruppo di polli che si trasformano in zombi e invadono Tromaville, la cittadina immaginaria che fa da sfondo a tutti i film della Troma. Il film ha ottenuto delle buone recensioni, anche da parte di riviste celebri quali Variety.

### Splendor and Wisdom
Nel 2008 Kaufman ha diretto un documentario intitolato Splendor and Wisdom, che ripercorre i suoi anni all'università e crea un ritratto del reverendo William Sloane Coffin Jr., un attivista dei diritti civili.

### Libri scritti da Lloyd Kaufman
- (EN) Lloyd Kaufman & James Gunn, All I Needed to Know About Filmmaking I Learned From The Toxic Avenger, New York, Penguin, 1998, ISBN 0-425-16357-1.
- (EN) Lloyd Kaufman & Adam Jahnke e Trent Haaga, Make Your Own Damn Movie! Secrets of a Renegade Director, New York, St. Martin's Press, 2003.
- (EN) Lloyd Kaufman & Trent Haaga, The Toxic Avenger:The Novel, New York, Berkley Boulevard, 2006.

### Libri su Lloyd Kaufman
- Autori vari, Nocturno Dossier n.17. Troma Tunes. Storia della casa di produzione più folle del mondo, Milano, Nocturno, 2003.